# César Payovich
César Payovich Pérez (nacido el 10 de diciembre de 1957) es un entrenador uruguayo y exjugador que jugó como defensa.

## Carrera
Nacido en Montevideo, Payovich jugó profesionalmente para el Defensor Sporting en la década de 1980 antes de retirarse y convertirse en entrenador. Tras iniciar su carrera en las categorías inferiores del mismo club en 1991, se convirtió en segundo entrenador en 1997.
Payovich dejó Defensor en 1999 para trabajar como asistente de Ricardo Ortiz en el club chileno Cobresal. Regresó a trabajar con Ortiz en Defensor en 2002, siendo también entrenador interino durante esa temporada.
En julio de 2005, luego de trabajar en Deportivo Colonia, Payovich fue nombrado entrenador del Cerrito. En 2008, luego de que se estableciera una sociedad entre la Asociación Uruguaya de Fútbol y la Asociación de Fútbol de Indonesia, se convirtió en el gerente de la Selección de fútbol sub-17 de Indonesia de este último.
Posteriormente, Payovich estuvo a cargo de las plantillas de la sub-20 y la sub-23. El 29 de marzo de 2021 reemplazó a Héctor Bidoglio al frente del Club peruano Universidad San Martín.